# Swannanoa
Swannanoa és una concentració de població designada pel cens dels Estats Units a l'estat de Carolina del Nord. Segons el cens del 2007 tenia 4.526 habitants.

## Demografia
Segons el cens del 2000, Swannanoa tenia 4.132 habitants, 1.652 habitatges i 1.113 famílies. La densitat de població era de 250,8 habitants per km².
Dels 1.652 habitatges en un 30% hi vivien nens de menys de 18 anys, en un 50,1% hi vivien parelles casades, en un 12,2% dones solteres, i en un 32,6% no eren unitats familiars. En el 28,6% dels habitatges hi vivien persones soles l'11,9% de les quals corresponia a persones de 65 anys o més que vivien soles. El nombre mitjà de persones vivint en cada habitatge era de 2,34 i el nombre mitjà de persones que vivien en cada família era de 2,86.
Per edats la població es repartia de la següent manera: un 27,9% tenia menys de 18 anys, un 7,4% entre 18 i 24, un 28,5% entre 25 i 44, un 22,5% de 45 a 60 i un 13,6% 65 anys o més.
L'edat mediana era de 36 anys. Per cada 100 dones de 18 o més anys hi havia 89 homes.
La renda mediana per habitatge era de 31.218 $ i la renda mediana per família de 39.980 $. Els homes tenien una renda mediana de 27.561 $ mentre que les dones 22.939 $. La renda per capita de la població era de 16.804 $. Entorn del 8,5% de les famílies i l'11,4% de la població estaven per davall del llindar de pobresa.

## Poblacions més properes
El següent diagrama mostra les poblacions més properes.